# 種子島時貞
種子島 時貞（たねがしま ときさだ、元和6年8月11日（1620年9月7日） - 延宝6年12月28日（1679年2月9日））は、江戸時代初期の薩摩藩の藩士。通称は十郎、後に二（「次」という場合も）郎右衛門。
示現流開祖の東郷重位の娘と和田讃岐守正貞との長男として生まれ、島津義久の女房一之臺の養甥で、種子島氏庶流国上氏の分家である北条甚四郎時住の養子となる。
このため、初めは「北条二郎右衛門」と称しており、「万治2年高帳写」でも「北条次郎右衛門」と記載されている。後に種子島氏嫡家の種子島久時の命で北条氏から種子島氏に改姓するという。北郷久利より稲富流砲術を皆伝し、川上久慶より弓馬術を皆伝する。弓馬術では徳川家光台覧の犬追物に参加する程の腕で江戸城に呼ばれて小袖二重を拝領した一人となる。
砲術については子孫が代々相伝し、門人もいた。なお、古示現流の開祖とも言われるが、古示現流が示現流や小示現流と混同されることもあってか、時貞の弓馬術や砲術ほど知られていない。藩職は久志秋目地頭（現在の南さつま市坊津町久志及び坊津町秋目）を勤める。家督と砲術は長男種子島時春が継承する。墓所は日蓮宗八品派の正建寺で法号は『称名墓誌』では「本（一字欠き）院貞（一字欠き）日覚居士」とある。

## 年譜
- 正保4年：徳川家光台覧の犬追物に射手として参加。
- 慶安元年：鹿児島城下での犬追物に参加。
- 万治2年：当時の石高は500石。
- 寛文2年：久志秋目地頭就任。
- 寛文6年：北条氏から種子島氏に改姓。

## 系譜
- 父：和田正貞（讃岐守）
- 母：東郷重位の娘
- 養父：北条時住
- 妻：不詳
- 長男：種子島時春